# Mistrovství Evropy juniorů v atletice 2019
25. Mistrovství Evropy juniorů v atletice – sportovní závod organizovaný EAA se konal v švédském Borås. Závod se odehrál od 18. července – 21. července 2019. 
Šampionátu se zúčastnilo celkem 1 114 atletů a atletek z 48 zemí. Nejúspěšnější byla výprava Spojeného království se ziskem 6 zlatých, 4 stříbrných a 6 bronzových medailí. Českou republiku reprezentovalo 23 juniorů a 18 juniorek. Získali dvě stříbrné medaile (Michal Forejt v disku a štafeta na 4 × 400 metrů) a dvě bronzové medaile (Jakub Forejt v disku a Barbora Malíková v běhu na 400 metrů).